# 1166 (szám)
Az 1166 (római számmal: MCLXVI) az 1165 és 1167 között található természetes szám.

## A szám a matematikában
A tízes számrendszerbeli 1166-os a kettes számrendszerben 10010001110, a nyolcas számrendszerben 2216, a tizenhatos számrendszerben 48E alakban írható fel.
Az 1166 páros szám, összetett szám, szfenikus szám. Kanonikus alakja 21 · 111 · 531, normálalakban az 1,166 · 103 szorzattal írható fel. Nyolc osztója van a természetes számok halmazán, ezek növekvő sorrendben: 1, 2, 11, 22, 53, 106, 583 és 1166.
Az 1166 hétszögalapú piramisszám.
Az 1166 egyetlen szám valódiosztó-összegeként áll elő, ez a 2326.

## Csillagászat
- 1166 Sakuntala kisbolygó